# Capitolazioni di Toledo

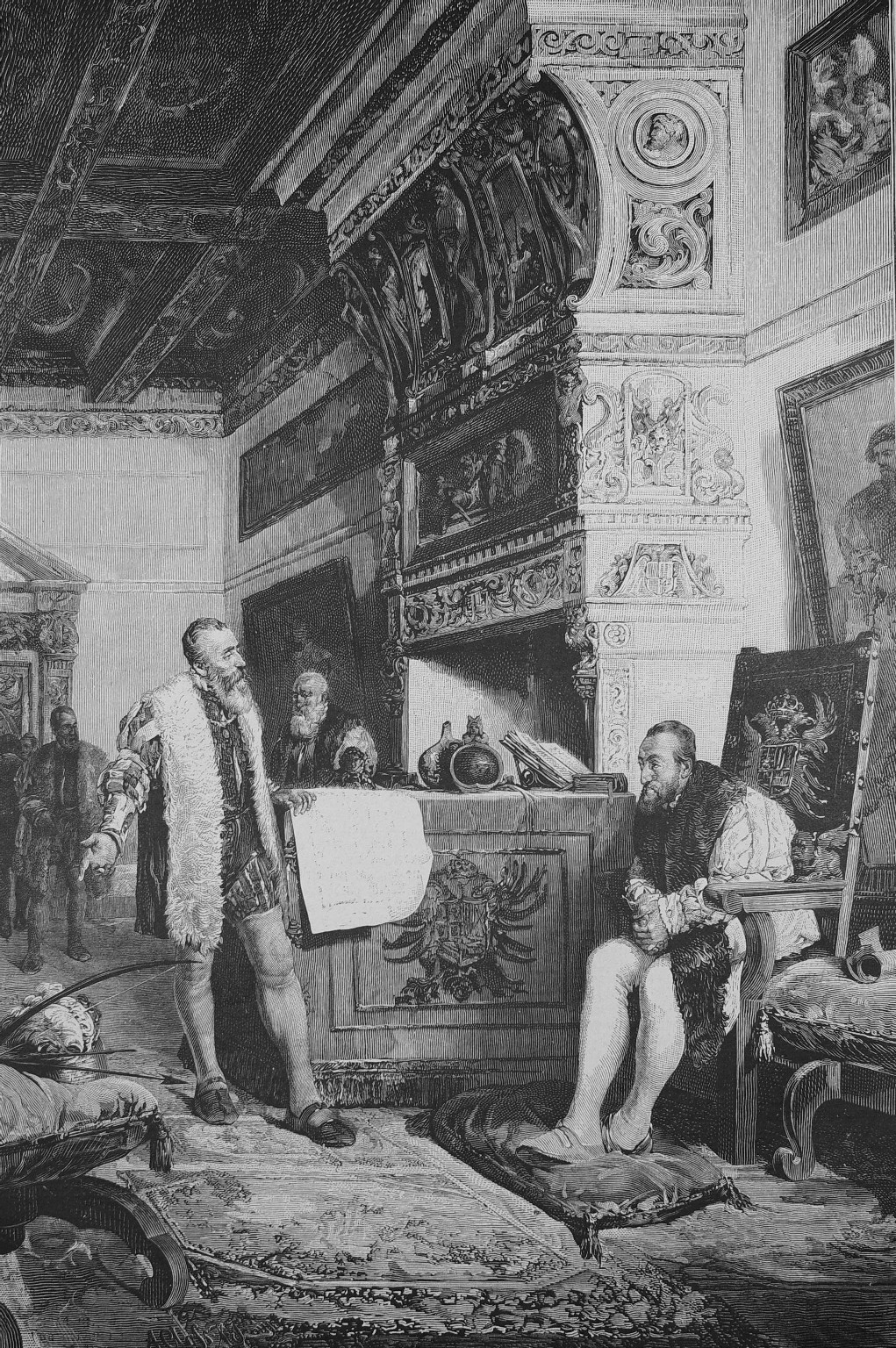
Stampa che raffigura il conquistador Francisco Pizarro mentre espone a Carlo V le prove della scoperta dell'impero Inca.

Le Capitolazioni di Toledo furono una capitolazione di conquista emessa il 26 luglio 1529 a Toledo dalla Corona di Castiglia, attraverso il quale veniva concesso un adelantado al conquistador spagnolo Francisco Pizarro, nell'ambito della conquista e colonizzazione spagnola delle Americhe. Questo documento fu firmato dalla regina consorte Isabella del Portogallo (con poteri delegati per mandato di suo marito, il re Carlo I di Spagna, che era assente), dal conte di Osorno, García Fernández Manrique (presidente del Consiglio delle Indie), e dal dottor Diego Beltrán.
Con queste capitolazioni, Pizarro ricevette l'autorizzazione per la conquista e la colonizzazione della provincia del Perù o Nuova Castiglia, che andava dal villaggio di Tempulla o Santiago (lungo la costa dell'attuale Ecuador) al villaggio di Chincha (lungo la costa dell'attuale Perù); tra questi due punti vi era una distanza di 200 leghe. Gran parte di questa area, situata lungo la costa del cosiddetto Mare del Sud (oceano Pacifico), era stata già scoperta ed esplorata da Pizarro e dal suo socio, il capitano Diego de Almagro, nei cinque anni precedenti alla firma della capitulación.
Dal parallelo in cui terminava la giurisdizione concessa a Pizarro, furono assegnate a Simón de Alcazaba y Sotomayor altre 200 leghe verso sud (fino a 21°6,5' S), nominandolo governatore, capitano generale, avanzato e sceriffo maggiore del governatorato di Nuova León. Tuttavia, Alcazaba y Sotomayor non riuscì a intraprendere l'espedizione e il re progettò (tra il 1530 e il 1531) di consegnare i territori da Chincha allo stretto di Magellano alla Famiglia Fúcar del Sacro Romano Impero.
Questa accordo rappresentò il trionfo personale di Pizarro a scapito dei suoi soci (Almagro e Hernando de Luque), a causa dei considerevoli vantaggi e benefici che ne derivarono. In questo modo, la conquista del Perù o del Tahuantinsuyo fu legalizzata e legittimata direttamente dalla Corona spagnola.

## Il testo
(Preambolo)

## Gli accordi
Con la firma delle capitolazioni si stabilirono questi accordi:
1. Francisco Pizarro fu autorizzato a scoprire e conquistare l'intera provincia del Perù o Nuova Castiglia, situata dal villaggio di Tempulla o Santiago (l'attuale Ecuador) fino a 200 leghe a sud, terminando al villaggio di Chincha (l'attuale Perù).
2. Pizarro ricevette i titoli di governatore e capitano generale della provincia del Perù, nonché quelli di alguacil mayor e adelantado, tutti cariche vitalizie. Gli fu anche concesso il potere di concedere encomiende sugli indigeni e uno stipendio annuale di 725.000 maravedí, da dedurre dalle entrate delle terre conquistate.
3. A Diego de Almagro fu dato il governatorato della fortezza che doveva essere eretta a Tumbes, insieme al titolo di hidalgo, con uno stipendio di 5.000 maravedí all'anno e un aiuto spese di 200.000 maravedí dalle entrate della città di Tumbes, uno stipendio notevolmente inferiore rispetto a quello concesso a Pizarro.
4. Hernando de Luque ricevette il vescovado di Tumbes e il titolo di "protettore degli indios", con uno stipendio di 1.000 ducati all'anno.
5. I Tredici dell'Isola del Gallo furono elevati al rango di nobili di sangue illustre, e coloro che lo erano già ottennero il titolo di "cavalieri dello sperone d'oro".
6. Bartolomé Ruiz de Estrada fu nominato "piloto mayor del Mare del Sud", con uno stipendio annuale di 75.000 maravedí.
7. Pedro de Candía fu nominato "capo artigliere del Perù" e regidor di Tumbes.
8. Ai residenti e ai coloni delle terre scoperte fu esentato il pagamento del decimo dell'oro estratto dalle miniere per i primi cinque anni, del dazio per i primi sei anni e di altre tasse per i primi dieci anni, tra gli altri benefici.
9. Pizarro doveva partire sei mesi dopo la data di firma del documento e, da Panama, aveva altri sei mesi per raggiungere le terre del Perù. Gli fu permesso di portare con sé 150 peninsulares, 100 dei quali poteva reclutare in America, oltre a 50 schiavi neri, funzionari della Real Hacienda, oltre a ecclesiastici e religiosi.
10. Pizarro doveva conformarsi a tutte le leggi e disposizioni emanate per le Indie (nome all'epoca usato per riferirsi all'America), oltre a quelle specificamente destinate alla sua impresa.